# مديرية نرمادة
مديرية نرمادة هي مديرية في ولاية كجرات في الهند . يقع المقر الرئيس للمنطقة في رجببلة. المنطقة تحتل مساحة 2755 كيلومتر مربع وبلغ عدد سكانها 590297 عام 2011. كان 10.44٪ حضريًا بدءًا من عام 2011.